# Mýtka

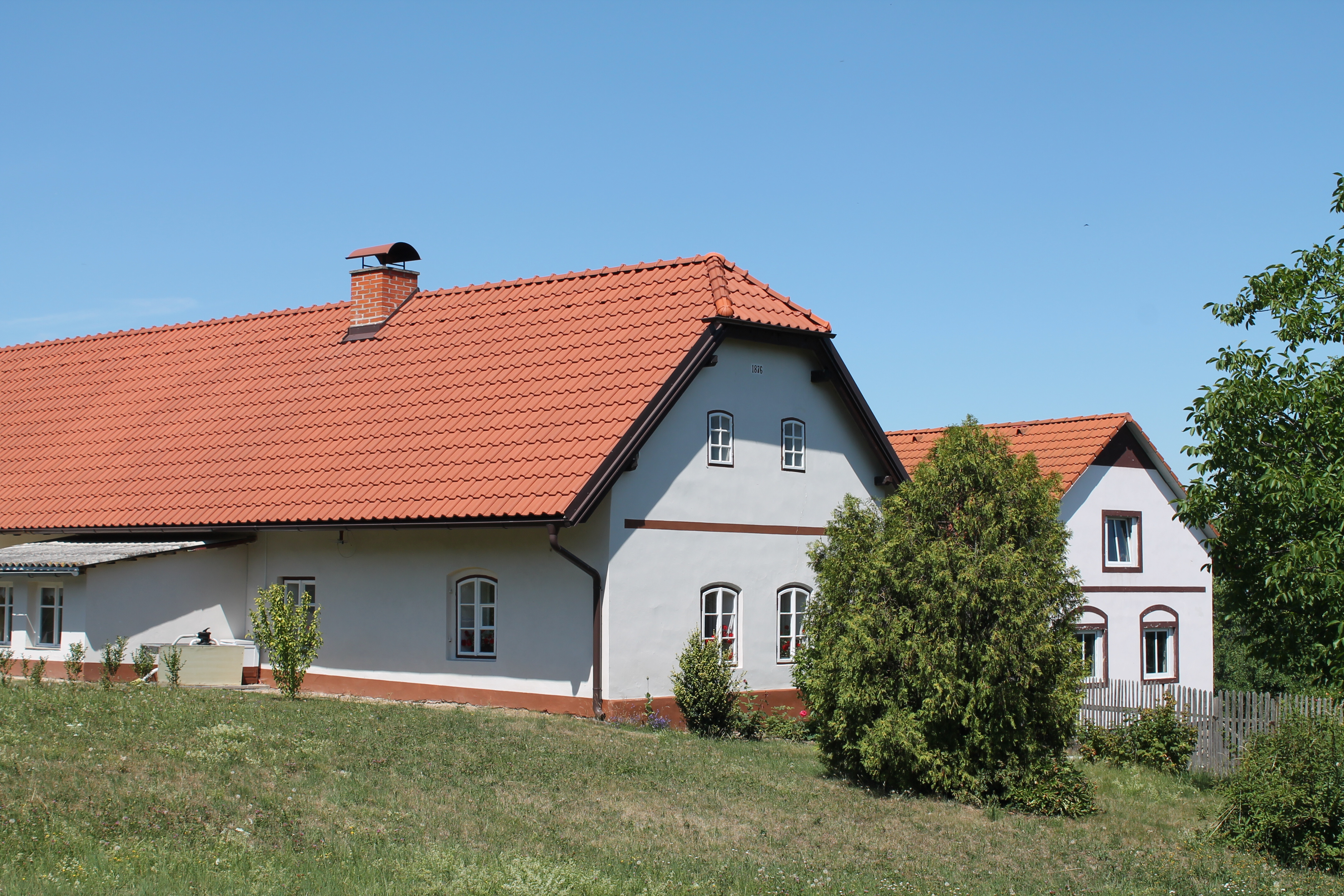
Stavení čp. 6 na okraji intravilánu sousedních Čejkovic

Mýtka jsou malá vesnice, část obce Mladoňovice v okrese Chrudim v Pardubickém kraji. Nachází se asi dva kilometry severovýchodně od Mladoňovic. V roce 2009 zde bylo evidováno 10 adres. Mýtka leží v katastrálním území Deblov o výměře 5,51 km².

## Historie
První písemná zmínka o vesnici pochází z roku 1789.

## Obyvatelstvo
| Rok            | 1869 | 1880 | 1890 | 1900 | 1910 | 1921 | 1930 | 1950 | 1961 | 1970 | 1980 | 1991 | 2001 | 2011 | 2021 |
| -------------- | ---- | ---- | ---- | ---- | ---- | ---- | ---- | ---- | ---- | ---- | ---- | ---- | ---- | ---- | ---- |
| Počet obyvatel | 72   | 67   | 71   | 59   | 51   | 60   | 63   | 45   | 43   | 41   | 42   | 36   | 30   | 31   | 29   |
| Počet domů     | 11   | 11   | 11   | 11   | 11   | 11   | 11   | 11   | 11   | 10   | 10   | 9    | 10   | 10   | 11   |

## Obecní správa
Při sčítání lidu v letech 1869–1900 Mýtka byla osadou obce Licibořice v okrese Chrudim. V letech 1910–1950 byly osadou obce Deblov v okrese Chrudim. Od roku 1961 jsou částí obce Mladoňovice v okrese Chrudim.